# Олсуфьевы
Олсуфьевы — древний русский дворянский род, одна из ветвей возведена в графское достоинство (1856).
Внесены в V и VI части родословных книг Тверской и Московской губерний.

## Происхождение и история рода
Род происходит, по апокрифическим сведениям родословной легенды, от думного дворянина Михаила Ивановича Олсуфьева, помещика серпейского, за участие в разбитии под Молодями Девлет-Гирея, хана крымского (1572), получившего в Серпуховском уезде село Липицы с деревнями. По документам род прослеживается с начала XVII века.
Род возвысился в петровское время. Матвей Олсуфьев был доверенным лицом Екатерины I и получил во владение село Горицы; на месте его столичного особняка построен Большой Эрмитаж. Его племянник Адам Олсуфьев — писатель, переводчик, статс-секретарь Екатерины II. На месте московской усадьбы его потомков проложен Олсуфьевский переулок.

## Графы Олсуфьевы
Именным указом императора Александра II данным Правительствующему сенату (26 августа 1856) обер-гофмейстер Василий Дмитриевич Олсуфьев за долговременное отлично ревностное служение, за неусыпные труды по управлению его императорского двора, возведён в графское Российской империи достоинство с нисходящим потомством, на которое (08 ноября 1857) пожалована грамота и утвержден герб (17 мая 1857).

## Описание гербов
Герб дворян ОлсуфьевыхЩит, рассечённый горизонтально на две части, из которых нижняя заключает серебряное поле, а верхняя — в красном поле два серебряные колеса. Герб увенчан шлемом и короною, из которой выходит лев, обращенный вправо и держащий в лапах золотое колесо. Намёт: красный, подложен золотом («Общий Российский Гербовник», ч. III, № 35).
Герб графов ОлсуфьевыхЩит, рассечённый на четыре части, из которых в первой и четвёртой изображен общий герб фамилии, а во второй и третьей — в золотом поле лазуревый крест. В средине в щитке, имеющем золотое поле, изображен государственный двуглавый орёл. Гербовый щит увенчан графскою короною, над которою поставлены три шлема с дворянскими коронами. Над средним из них — возникающий государственный орёл, имеющий на груди вензелевое изображение августейшего имени его императорского величества (Александра II). Нашлемник: правый — лев с колесом, обращенного вправо, а левый — золотое орлиное крыло и на нём лазуревый крест. Намёт в средине — чёрный, справа — красный, слева — лазуревый, с подложкою золотою. Щитодержатели: два льва. Девиз: «Никто, как Бог». (Гербовник, XII, 19).

## Известные представители

### Дворянская ветвь Олсуфьевых

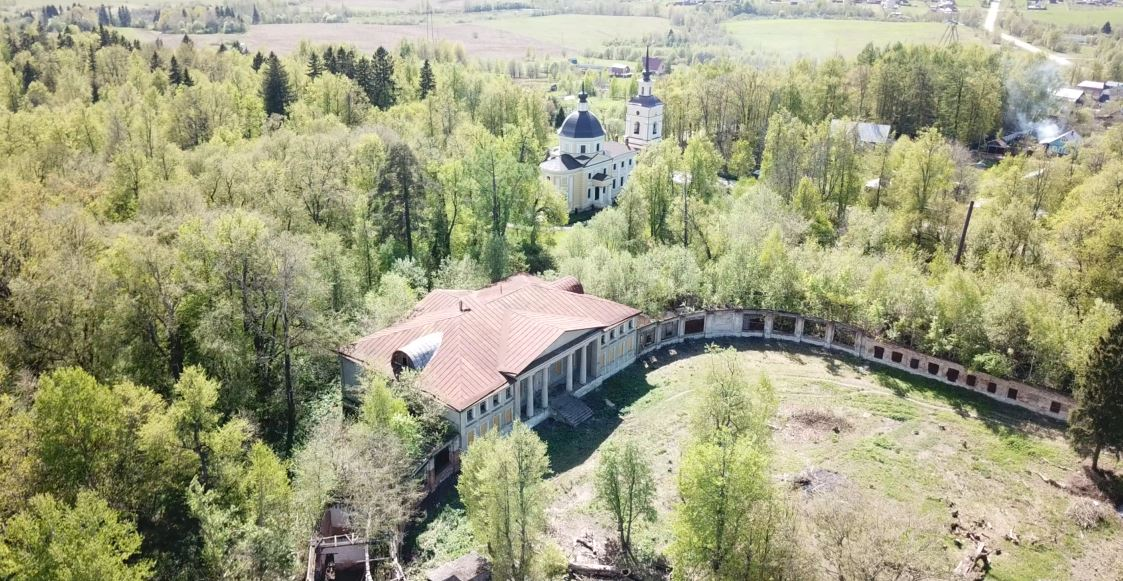
Никольское-Обльяниново (Горушки) — усадьба графов Олсуфьевых близ Дмитрова

- Олсуфьев, Василий Дмитриевич (ум. 1723) — обер-гофмейстер при Петре Великом.
  - Олсуфьев, Адам Васильевич (1721—1784) — дипломат, статс-секретарь Екатерины II, сенатор.
    - Олсуфьев, Сергей Адамович (1755—1818) — генерал-майор.
      - Олсуфьев, Дмитрий Сергеевич (1780—1858) — участник наполеоновских войн, пензенский губернский предводитель дворянства.

    - Олсуфьев, Дмитрий Адамович (1769—1808) — действительный статский советник, московский губернский предводитель дворянства; отец первого графа Олсуфьева.
      - Александр Дмитриевич (1790—1853) — участник войны 1812 года, почётный опекун, камергер.
        - Олсуфьев, Василий Алексанрович (1831—1883)
          - Олсуфьев, Григорий Васильевич (1875—1957) — русский и мадагаскарский энтомолог, специалист по систематике жесткокрылых и перепончатокрылых.
            - Олсуфьев, Николай Григорьевич (1905—1988) — русский советский энтомолог (диптеролог), паразитолог и эпидемиолог, сын Г. В. Олсуфьева.

- Олсуфьев, Матвей Дмитриевич (ум. до 1750) — обер-гофмейстер при Екатерине I.
  - Олсуфьев, Павел Матвеевич (ум. 1783) — генерал-поручик.
  - Олсуфьев, Иван Матвеевич — тверской предводитель дворянства (1716—1779).
  - Олсуфьев Дмитрий Матвеевич — действительный статский советник.
    - Олсуфьев, Василий Дмитриевич (1766—1819) — генерал-майор.
    - Олсуфьев, Захар Дмитриевич (Олсуфьев 1-й; 1773—1835) — генерал-лейтенант.
    - Олсуфьев, Николай Дмитриевич (Олсуфьев 3-й; 1775—1817) — генерал-майор, участник Наполеоновских войн.

- Олсуфьев, Владимир Александрович (1860 — после 1928) — генерал-майор, участник Первой мировой войны, автор трудов по фехтованию и парусному спорту. Эмигрировал[2].
- Олсуфьев Владимир Арсеньевич (1872 — не ранее 1917) — полковник[3].

### Графская ветвь Олсуфьевых

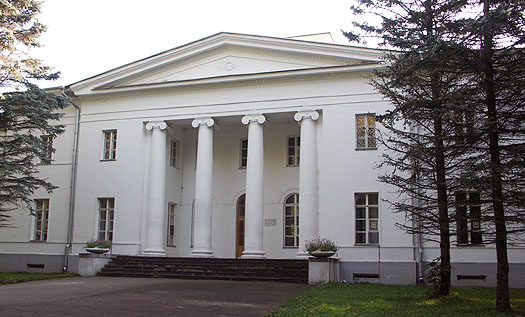
Ершово — усадьба графов Олсуфьевых близ Звенигорода

- Олсуфьев, Василий Дмитриевич (1796—1858) — сын Дмитрия Адамовича Олсуфьева, обер-гофмейстер, московский губернатор, получил графский титул в 1856 году.
  - Олсуфьев, Адам Васильевич (1833—1901) — генерал-лейтенант, владелец усадьбы Горушки.
    - Олсуфьев, Михаил Адамович (1860—1918) — член Государственного совета, дмитровский мировой уездный судья, председатель уездной управы[4] и земского собрания, дмитровский уездный предводитель дворянства. По его приглашению с 1918 г. и до своей смерти в 1921 г. в его доме жил П. А. Кропоткин[5].
    - Олсуфьев, Дмитрий Адамович (1862—1937) — политический и общественный деятель.

  - Олсуфьев, Алексей Васильевич (1831—1915) — генерал от кавалерии, автор работы о сатирах Ювенала и научной биографии Марциала, член комитета о раненых и почетный опекун. Владелец усадьбы Ершово.
    - Олсуфьев, Василий Алексеевич (1872—1924)[6]
      - Олсуфьева, Мария Васильевна (1907—1988) — религиозный деятель русского зарубежья, переводчица русской литературы на итальянский язык.

  - Олсуфьев, Александр Васильевич (1843—1907) — генерал-майор, генерал-адъютант, помощник командующего Императорской главной квартирой.
    - Олсуфьев, Юрий Александрович (1878—1938) — русский искусствовед и реставратор, ктитор храма на Куликовом поле, построенного на землях его родителей.